# Wakkerendijk 264
Wakkerendijk 264 is een gemeentelijk monument aan de Wakkerendijk in Eemnes in de provincie Utrecht. 
De witgepleisterde boerderij werd rond 1800 gebouwd en is daarmee een van de oudste boerderijen van Eemnes. In 1740 werd de langhuisboerderij genoemd als eigendom van Aart en Reijer van Snellenberg. In de negentiende eeuw wordt het gekocht door de ambachtsheer van Eemnes, Joan Huijdecooper van Maarsseveen (1769-1836)
Het zadeldak is gedekt met pannen en riet. De gevel is middels muurankers verbonden met de inwendige kap- en balkenconstructies.
Onderaan de gevel bevindt zich een plint.